# Chetumalský záliv

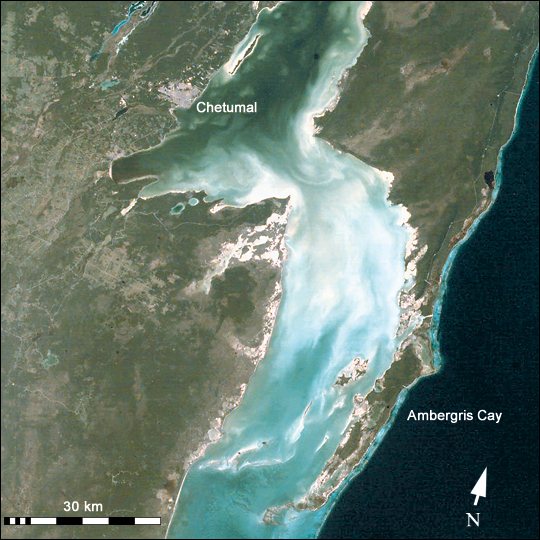
Satelitní snímek zálivu

Chetumalský záliv (španělsky Bahía de Chetumal, anglicky Chetumal Bay) je záliv Karibského moře zabíhající do jižní části Yucatánského poloostrova. Z politického hlediska je rozdělen mezi Mexiko a Belize. Největším městem na pobřeží je mexické město Chetumal - hlavní město spolkového státu Quintana Roo. Je poměrně mělký, od Karibského moře oddělen výběžkem mexické pevniny a pásem nízkých ostrovů Ambergris Caye a Hick's Cayes. Do zálivu ústí řeka Hondo.